# Hatton (Washington)
Hatton est un grand village du comté d'Adams dans l'État de Washington aux États-Unis. D'après le recensement de 2000, il comptait 98 habitants.

## Histoire
Quand la Northern Pacific Railway fit construire une ligne à travers le comté d'Adams, on installa une gare là où se trouve Hatton actuellement et on construisit une maison abritant une pompe et une « section » . Avant 1890, la station s'appelait Twin Wells en raison des deux puits qui avaient été creusés pour alimenter en eaux les employés des chemins de fer. En 1890, James Bronson installa le premier commerce et, à la même période, un bureau de poste portant le nom de Hatton fut bâti. Le nom du village était dérivé du nom de la première receveuse du bureau de poste, Belle Sutton, fille d'un colon, John Hackett, un employé de la Northern Pacific Railway de Twin Falls
dans l'Idaho. Le commerce de Bronson fut racheté par Otis Algoe en 1897 qui devint plus tard receveur du bureau de poste.
Hatton commença sa croissance après 1901. À cette époque, la ville disposait de quatre grands entrepôts, cinq commerces, deux hôtels, une banque et une école. Un journal, The Hatton Hustler  exista durant cette période. Hatton fut officiellement incorporée le 31 juillet 1907.

## Géographie
Selon le bureau du recensement des États-Unis, le village couvre une surface d'1,0 km2 entièrement couvert de terre. La ville est située dans une région de l'État de Washington appelée Channeled Scablands et est placée sur la pente occidentale de la « Providence Coulee » avec les « Paradise Flats » à l'ouest et la « Michigan Prairie » à l'est. Cette coulée fut utilisée par la Northern Pacific Railway pour la construction de leur ligne principale entre Spokane et Portland.

## Démographie
D'après le recensement de 2000, il y avait 98 habitants, 32 ménages et 24 familles résidant dans la ville. La densité de population était de 102,3 h.km−2. Le brassage ethnique de la cité était de 79,59 % de Blancs, 1,02 % d'Amérindiens, 16,33 % d'une autre « race » et de 3,06 % d'habitants appartenant à plusieurs « races ». Les Hispaniques de n'importe quelle race représentaient 16,33 % de la population.
Sur les 32 ménages, 43,8 % d'entre eux avait un enfant âgé de moins de 18 ans vivant chez eux, 65,6 % était des couples mariés vivant ensemble, 3,1 % était des femmes au foyer sans mari, et 25,0 % n'avaient pas de famille. 25,0 % de tous les ménages était composé d'un seul individu et 9,4 % était des individus seuls âgés de plus de 65 ans. La taille moyenne des ménages était de 3,06 personnes et celle des familles était de 3,58 personnes.
La répartition de l'âge de la population s'agençait de la façon suivante : 33,7 % des habitants avait moins de 18 ans, 12,2 % avait entre 18 et 24 ans, 24,5 % avait entre 25 et 44 ans, 20,4 % avait entre 45 et 64 ans et 9,2 % avait plus de 65 ans. L'âge moyen était de 32 ans. Pour 100 filles, il y avait 104,2 garçons, et pour 100 filles mineures il y avait 109,7 garçons.
Le revenu moyen par ménage à Hatton était de 23 410 € et le revenu moyen des familles était de 27 553 €. Les hommes gagnaient en moyenne 21 412 € par an contre 17 592 € pour les femmes. Le revenu par tête d'Hatton était de 7 812 €. Environ 11,1 % des familles et 21,2 % de la population vivaient sous le seuil de pauvreté, dont 31,9 % de mineurs et aucun de plus de 65 ans.